# Helsingborgs Bryggeri (grundat 1850)

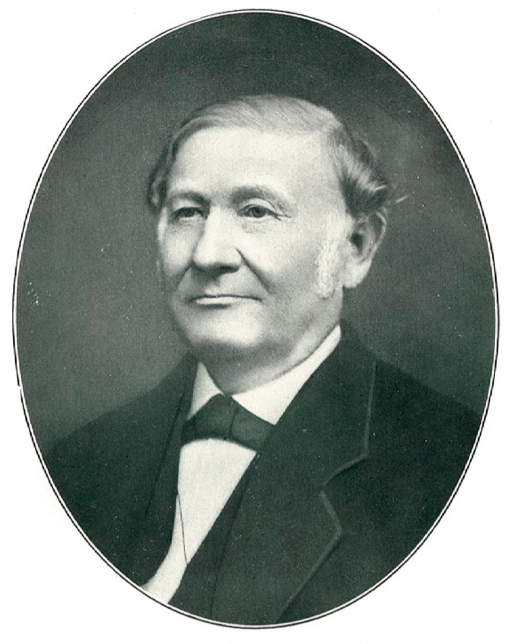
Samuel Herman Hafström, grundare.

Helsingborgs Bryggeri grundades 1850 av bankdirektör Samuel Herman Hafström och grosshandlaren J.H. Wennerberg. Bryggeriet registrerades på Södergatan 111, och startade sin verksamhet på en tomt på nuvarande Bryggaregatan med att börja tillverka underjäst bayerskt öl under bryggmästare J.F. Goldenbaum. Underjäst öl var till en början impopulärt i Sverige, men sedan Tyska Bryggeriets grundare Fredrik Rosenquist via Sundhetskollegium intygat att hans underjästa öl var "hälsosamma och stärkande" blev det mer omtyckt.
Bryggeriets försäljning ökade, och 1881 blev bryggeriet ett aktiebolag med ett startkapital på 80 000 kr. Man blev hovleverantör för Oscar II år 1894, ett förtroende som  förnyades av Gustaf V och sedermera kronprins Gustaf VI Adolf. Lokalerna byggdes ut 1890 och 1910 började man, förutom ölen, tillverka av läsk och kolsyrat vatten. Under en period förvarades öl i källaren på Kärnan, det kvarstående tornet från gamla Helsingborgs Slott. Man forslade ölen in och ut genom en ingång på östra sidan, som sedan dess murats igen. Det går fortfarande att se spår av detta på väggen.
1918 blev Helsingborgs bryggeri en del av Skånebryggerier AB, en sammanslagning av bryggerier i regionen som startades för att kontrollera konkurrensen mellan småbryggerierna. Ytterligare lokaler köptes i samband med detta, framför allt i kvarteret Norrland. 1967 var bryggeriet ett av de många mindre bryggerier som köptes upp av det svenska företaget Pripps, och Helsingborgs Bryggeri lades ner år 1975.